# Saint-Laurent-de-Brèvedent
Saint-Laurent-de-Brèvedent är en kommun i departementet Seine-Maritime i regionen Normandie i norra Frankrike. Kommunen ligger i kantonen Saint-Romain-de-Colbosc som tillhör arrondissementet Le Havre. År 2022 hade Saint-Laurent-de-Brèvedent 1 492 invånare.

## Befolkningsutveckling
Antalet invånare i kommunen Saint-Laurent-de-Brèvedent
| Referens: INSEE |